# Vipin Aneja
Vipin Aneja es un cantante de playback en el Bollywood indio. Consiguió destacar en Bollywood con el tema musical titulado 'Saheb Bada Hathila', para la película titulada "Saheb, Biwi Aur Gángster". Protagonizaron el filme Mahie Gill, Jimmy Shergill y Randeep Hooda.

## Biografía
Nació y creció en Delhi. Tiene además una licenciatura en Administración de Empresas, se graduó en la Universidad del Estado de Nueva York y eligió la música como su carrera principal.
Su primer proyecto comercial, lanzó su primer álbum musical titulado 'Teri Payal', publicado en el 2001. Se hizo famoso al reeditar un viejo tema musical, de una película en hindi titulado "Gulabi Ankhen", que formaba parte de un álbum Homenaje al Bollywood.  Logró conseguir los prestigiosos premios internacionales y nacionales como "All India Sangam Kala" en la India y "Azia Dausy", en un Festival de Música Pop en Kazajistán.
También ofreció un concierto a favor por la paz del mundo, organizado por A.R. Rahman, concierto llamado "Unidad de la Luz" y viajó por Dubái, Malasia y entre otros países. También fue vocalista de una banda musical llamado 'Sixth Sense', de género rock.
En los últimos años, ha interpretado temas musicales para películas como Dee Saturday Night, Sonali Cable y Desi Magic.